# خانواده وستا

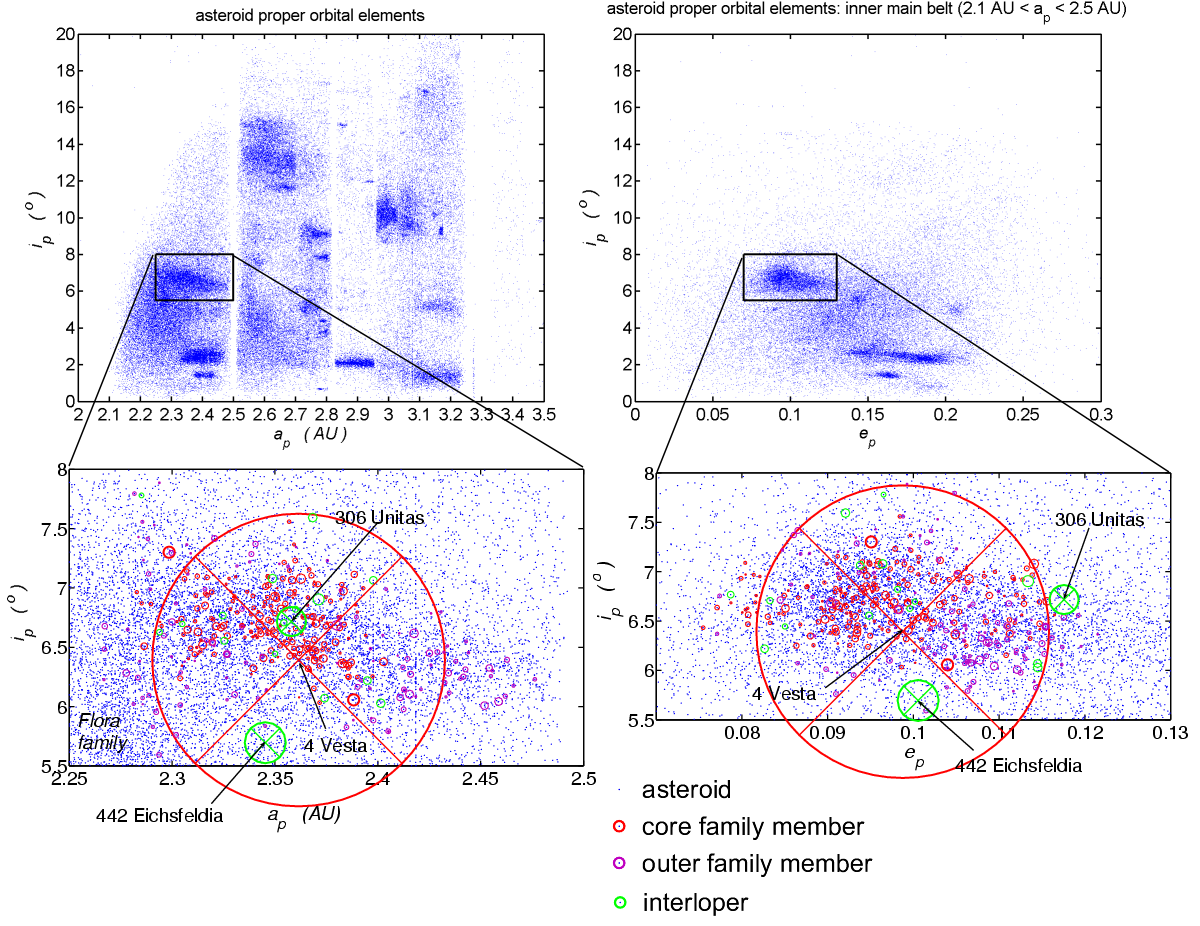
مکان و ساختار سیارک‌های خانواده وستا

خانوادهٔ وِستا (انگلیسی: Vesta family) خانواده وستا (مصادف. Vestian; FIN: 401) خانواده‌ای از سیارک‌ها هستند. خانواده دهانه‌ها در کمربند اصلی داخلی سیارک‌ها در مجاورت بدنهٔ همنام و اصلی خود یعنی ۴ وستا قرار دارند. این یکی از بزرگ‌ترین خانواده‌های سیارک‌ها با بیش از ۱۵۰۰۰ عضو شناخته شده‌است و از سیارک‌های گونه وی بسیار درخشان، به اصطلاح وستوید «vestoids» تشکیل شده‌است.
سیارک‌های وستیان شامل ۴ وستا، دومین پرجرم‌ترین سیارک در بین تمام سیارک‌ها (متوسط قطر ۵۳۰ کیلومتر) و بسیاری از سیارک‌های کوچک با قطر کمتر از ۱۰ کیلومتر هستند. درخشان‌ترین آنها، 1929 Kollaa و 2045 Peking، دارای قدر مطلق ۱۲٫۲ هستند که شعاع آنها را در حدود ۷٫۵ کیلومتر با فرض همان آلبدوی بالا مانند 4 Vesta می‌دهد.
این خانواده از برخورد به سیارک ۴ وستا سرچشمه گرفته‌است و دهانه غول پیکر قطب جنوب محل برخورد احتمالی است. تصور می‌شود که این خانواده منبع شهاب‌سنگ‌های اچ‌ئی‌دی باشند.
خانواده وستا همچنین شامل چند سیارک از نوع J (مربوط به نوع V) است که تصور می‌شود از لایه‌های عمیق‌تر پوسته وستا آمده‌اند و شبیه شهاب‌سنگ‌های دیوژنیت هستند.
تجزیه و تحلیل عددی گروه‌بندی سلسله‌تراتبی HCM (توسط Zappala 1995) گروه بزرگی از اعضای خانواده «هسته» را تعیین کرد که عناصر مداری مناسب آنها در محدوده‌های تقریبی قرار دارند:
|     | ap      | ep    | ip   |
| --- | ------- | ----- | ---- |
| min | 2.26 AU | ۰٫۰۷۵ | ۵٫۶° |
| max | 2.48 AU | ۰٫۱۲۲ | ۷٫۹° |

این مرزهای تقریبی خانواده را نشان می‌دهد. در عصر حاضر، گستره عناصر مداری نوسانی این اعضای هسته عبارت است از:
|     | a       | e     | i    |
| --- | ------- | ----- | ---- |
| min | 2.26 AU | ۰٫۰۳۵ | ۵٫۰° |
| max | 2.48 AU | ۰٫۱۶۲ | ۸٫۳° |